# Северный Самар
Северный Са́мар (таг. Hilagang Samar, англ. Northern Samar, вар. Amihanan nga Samar, себ. Amihanang Samar) — провинция Филиппин, занимающая северную часть острова Самар. Соседние провинции — Самар и Восточный Самар. Административный центр провинции — город Катарман.

## География
Площадь провинции — 3498,0 км². От соседнего с островом Самар Лусона провинция отделена проливом Сан-Бернардино. Омывается двумя морями — Самар на западе и Филиппинским — на востоке.

## Население
Население — 589 013 чел. (2010).
Языки, распространенные среди местного населения — самареньо и себуано. На близлежащем острове Капуль говорят на языке инабакнон.

## Административное деление
В административном отношении делится на 24 муниципалитетов:
| - Аллен (Allen) - Бири (Biri) - Бобон (Bobon) - Капуль (Capul) - Катарман (Catarman) - Катубиг (Catubig) - Гамай (Gamay) - Лаоанг (Laoang) - Лапиниг (Lapinig) - Лас-Навас (Las Navas) - Лавесарес (Lavezares) - Лопе-де-Вега (Lope de Vega) | - Мапанас (Mapanas) - Мондрагон (Mondragon) - Палапаг (Palapag) - Памбухан (Pambujan) - Росарио (Rosario) - Сан-Антонио (San Antonio) - Сан-Исидро (San Isidro) - Сан-Хосе (San Jose) - Сан-Роке (San Roque) - Сан-Висенте (San Vicente) - Силвино Лобос (Silvino Lobos) - Виктория (Victoria) |